# 罗嘉杰
罗嘉杰（？—？），福建上杭人，清朝政治人物。
罗嘉杰为诸生，曾于1871年接替方浚益署南汇县知县一职，1872年由金福曾接任。